# 3e cérémonie des David di Donatello
La 3e cérémonie des David di Donatello s'est déroulée le 29 juillet 1958. 

## Palmarès
- Meilleur acteur étranger :
  - Charles Laughton pour Témoin à charge ex æquo avec
  - Marlon Brando pour Sayonara
- Meilleure actrice :
  - Anna Magnani pour Car sauvage est le vent
- Meilleur producteur :
  - Leonardo Bonzi pour La muraglia cinese (it) ex æquo avec
  - Milko Skofic pour Anna de Brooklyn
- Meilleur producteur étranger :
  - Sam Spiegel pour Le Pont de la rivière Kwaï

- Plaque d'or :
  - Vittorio De Sica pour Anna de Brooklyn
  - Antonio Pietrangeli pour Les Époux terribles
  - Spyros Skouras
  - Marilyn Monroe pour Le Prince et la Danseuse
  - Goffredo Lombardo